# Valentina Shuklina
Valentina Shuklina (* 21. dubna 1982 Mykolajiv, Ukrajina) je česká dirigentka, hudební skladatelka, sbormistryně, klavíristka. Od roku 2001 působí a žije v Česku. Řadí se mezi uznávané odbornice v oblasti hudební skladby a dirigentství. S Foerstrovým komorním pěveckým sdružením vyhrála první cenu i Grand Prix v soutěži Venezia in musica 2008.

## Životopis

### Vzdělání
Valentina Shuklina se narodila 21. dubna 1982 v ukrajinském městě Nikolajev (Mykolajiv). V rodném městě absolvovala Vyšší státní hudební konzervatoř v oboru klavír a dirigování. Ve studiu pokračovala na Pražské konzervatoři, v oborech skladba (u prof. Otomara Kvěcha) a dirigování (u prof. Hynka Farkače, Miriam Němcové a Miroslava Košlera). Následně byla přijata na Akademii múzických umění v Praze, kde pokračovala ve studiu v oboru dirigování u profesorů Leoše Svárovského, Norberta Baxy, Lubomíra Mátla, Tomáše Koutníka, Jiřího Štrunce, Jiřího Chvály ad. Studium zakončila v roce 2010 provedením své skladby Requiem, kterou nastudovala a dirigovala. V roce 2011 absolvovala obor dirigování jako čtvrtá žena v historii této školy. Byl jí udělen titul MgA.

### Hudební činnost
Jako skladatelka se kromě klasické hudby věnuje i vokální tvorbě a tvorbě melodramatu. Má za sebou 2 díla většího rozsahu, 5 melodramat, 10 sborových skladeb, přes 50 písní a více než 70 šansonů. Coby interpret či dirigent má za sebou desítky představení. V rámci studií mj. dirigovala Komorní orchestr Pražských symfoniků, Komorní filharmonii Pardubice, Plzeňskou filharmonii a Filharmonii Hradec Králové. Byla hlavním hostujícím dirigentem Komorního orchestru Quattro, sbormistryní spojených Pražských mužských sborů, sboru pravoslavného katedrálního chrámu sv. Cyrila a Metoděje v Praze a spolupracovala s Foerstrovým komorním pěveckým sdružením. Absolvovala mezinárodní operní kurzy pod vedením N. Baxy v Ústí nad Labem a mezinárodní sbormistrovské kurzy pod vedením Blanky Juhaňákové v Bratislavě.
V roce 2009 založila Netradiční operní studio NOS, které uvádělo klasické operní tituly v netradičních prostředích. V roce 2013 přetavila NO. na Tichou operu. Ta propojila operu s pantomimou. Jejím kmenovým režisérem byl Radim Vizváry a Valentina Shuklina umělecká vedoucí a dirigentka. S Tichou operou mj. realizovala i její vlastní autorské dílo Stabat Mater a zúčastnila se řady prestižních domácích i mezinárodních festivalů.
Jako dirigent spolupracuje v současné době s baletem Národního divadla v Praze a s divadlem F. X. Šaldy v Liberci a od roku 2008 s Hudební akademií Praha (HAP) Pavly Zumrové, s níž nastudovala několik operních inscenací a muzikálů. Příležitostně spolupracuje s dramatickými divadly jako vokální kouč a korepetitor, včetně hudebních nastudování.  Od roku 2015 působí také jako korepetitorka Národního divadla v Praze.

### Projekty a koncertní činnost
2004
- Film Transit, autorka hudby

2005
- Kabaretní Noc šansonu a pantomimy, A studio Rubín, interpret, autor hudby

2007
- V. Shuklina – Requiem, Filharmonie Hradec Králové, sbor Bonifantes, autor hudby, dirigent

2008
- Koncertní činnost s Pražskými mužskými sbory, sbormistr
- Festival autorského šansonu, Švandovo divadlo – autor hudby, interpret

2009
- Experimentální projekt Left Right Left , Divadlo Komedie, hudební nastudování
- B. Britten - Kominíček (The Little Sweep), Hudební akademie Praha, hudební nastudování, dirigent

2010
- G. Puccini - Gianni Schicchi, Hudební akademie Praha, hudební nastudování, dirigent
- G. B. Pergolesi - La serva padrona a Livieta e Tracolo, Operní Studio Ton AMU, hudební nastudování, dirigent
- Koncert z orchestrálního cyklu „Ti nejlepší“ s Plzeňskou filharmonií, Sál B. Martinů pražské HAMU, dirigent
- F. M. Dostojevskij - Běsi, Divadlo v Celetné, hudební nastudování, spoluautor hudby
- W. A. Mozart - Divadelní ředitel (Der Schauspieldirektor), Netradiční operní studio N.O.S., hudební nastudování, dirigent

2011
- Koncert z orchestrálního cyklu „Ti nejlepší“ s Filharmonií Hradec Králové, Sál B. Martinů, AMU, autor hudby (Requiem), dirigent
- A. Saalbachová Taneční hodina, Divadlo v Celetné, klavír, herecké účinkování

2012
- B. Martinů - Divadlo za branou, Národní divadlo, Netradiční operní studio N.O.S. ve spolupráci s AMU a HAMU, hudební zpracování, nastudování, dirigent
- A. Salieri - Salieri Ltd. (Prima la musica poi le parole), Operní studio NOS, hudební zpracování, nastudování, dirigent

2013
- J. Haydn - Život na měsíci (Il mondo della luna)
- Tichá opera, hudební nastudování, dirigent
- Zahajovací koncert 16. Mezinárodní festival koncertního melodramu, dirigent

2014
- V. Shuklina - Stabat Mater, Tichá opera, Cirqueon, hudební nastudování, dirigent

2015
- S. Bodorová Katarina z Riedenbergu, divadlo F. X . Šaldy v Liberci, druhý dirigent

2016
- Z. Matějů - Čarodějův učeň, Národní divadlo v Praze, dirigent
- DE DE Opera, Tichá opera a katedra pantomimy HAMU, autor projektu, hudební nastudování
- Don Quijote Tichá opera, autor projektu, hudební nastudování

2017
- A. L. Weber - Josef a jeho pestrobarevný kouzelný plášť, Hudební akademie Praha, dirigent
- L. Birinski - Tanec bláznů, Činoherní klub, korepetice, hudební nastudování
- M. Leigh - The Man of La Mancha, Prague Shakespeare Company, hudební úprava a nastudování, dirigent

2018
- P. I. Čajkovskij - Šípková Růženka (balet), Divadlo F. X. Šaldy, dirigent
- A. Menken - Malý krámek hrůz (Little Shop of Horrors, Hudební akademie Praha, hudební nastudování

2019
- R. Rogers - The Sound of Music, Hudební akademie Praha, hudební nastudování

## Festivaly
2006, 2007
- Foerstrovy Osenice, Pražské mužské sbory

2008
- Festival autorského šansonu Praha, šansoniérka
- Venezia in Musica 2008, Foerstrovo komorní sdružení

2011
- Mezinárodní festival Cypria 2011, Divadelní ředitel a Prima la musica poi le parole/ Operní studio NOS a orchestr Quattro

2012
- Mime Fest Polička, Divadlo za branou / Operní studio NOS, HAMU a orchestr Quattro

2013
- Mezinárodní festival Mahler Jihlava 2013, Divadlo za branou/ Operní studio NOS, HAMU a orchestr Quattro
- Mezinárodní festival Mahler Jihlava 2013, dirigent pro mimohudební efekty
- Festival Opera 2013, Divadlo za branou/ Operní studio NOS, HAMU a orchestr Quattro
- Smetanova Litomyšl, dirigent pro mimohudební efekty

2014
- Mime Fest Polička, Život na měsíci/ Tichá Opera

2015
- Festival Mahler Jihlava 2015, Stabat Mater / Tichá Opera
- Hudební festival Antonina Bennewitze, Život na měsíci / Tichá Opera
- Mezinárodní festival Cypria 2015, Stabat Mater / Tichá Opera

2016, 2017
- Mezinárodní festival dětí a mládeže v Itálii, Stabat Mater/ koprodukce Tichá opera, Hudební akademie Praha